# Gl 428
Gl 428 je oranžový trpaslík spektrální třídy K5V, nacházející se v souhvězdí Lodního kýlu (Carina). Od Země je vzdálen přibližně 41,4 světelných let (12,7 parseků), což jej řadí mezi relativně blízké hvězdy. Jeho radiální rychlost činí přibližně +4,5 km/s.

## Konstelace a poloha
Hvězda se nachází v oblasti blízko hranice mezi souhvězdími Lodní kýl a Kentaur. Oficiální hranice souhvězdí, definované Mezinárodní astronomickou unií (IAU), zařazují tuto hvězdu do souhvězdí Lodního kýlu. Některé databáze či zdroje (například Wikidata) mohou z důvodu blízkosti hranice chybně uvádět jiné souhvězdí.

## Vlastnosti
Jako oranžový trpaslík spektrální třídy K5V je Gl 428 chladnější, menší a méně zářivý než Slunce. Tyto hvězdy mají dlouhé stabilní fáze, což je činí zajímavými objekty pro hledání exoplanet a studium dlouhodobé stability planetárních systémů.
Přibližný poloměr Gl 428 činí asi 0,63 R_☉ a hmotnost kolem 0,67 M_☉. Teplota povrchu se pohybuje kolem 4000 K. Stáří hvězdy se odhaduje na několik miliard let, což naznačuje, že mohla mít dostatečný čas na vznik a vývoj planetárního systému.

## Systém a průvodce
Gl 428 bývá uváděna jako součást dvojhvězdného systému, ale detaily o případném průvodci jsou omezené. Další pozorování, například prostřednictvím vysokorozlišovací spektroskopie či astrometrie (např. pomocí družice Gaia), by mohla upřesnit povahu případné druhé složky.

## Význam pro výzkum
Díky své relativní blízkosti, stabilitě a vlastnostem podobným menším hvězdám hlavní posloupnosti je Gl 428 zajímavým objektem pro výzkum. Studium takových hvězd pomáhá rozšířit naše chápání vývoje hvězd, jejich okolního prostředí a potenciálu hostit planetární systémy.